# Miorița lui Jules Verne
Miorița este un personaj al romanului Castelul din Carpați, de Jules Verne.

## Caracterizare
Jules Verne (1828-1905) a publicat în anul 1892, în cadrul seriei Călătorii extraordinare, romanul Castelul din Carpați. Romantică și exotică, povestirea descrie o întâmplare mai puțin obișnuită care se petrece în Transilvania sfârșitului de veac XIX. Personajele trăiesc, fiecare în parte, o dramă de diferite proporții, dar axa romanului o constituie drama existențială a boierului Radu Gorj, stăpânul misteriosului castel care dă titlu romanului. Iată cum este descris de Vladimir Colin: „ Mândru și demn până la excentricitate, eroul moare ca un simbol intransigent al independenței, iar romantica lui figură continuă să impresioneză peste ani, stăruind în conștiința cititorului…” .
Romanul începe cu proiectata nuntă a Mioriței, fiica jupânului Colț, cu logodnicul ei, Nicolae Deac, paznic de pădure, și se sfârșește cu săvârșirea nunții, la care participă toate personajele, mai puțin nefericitul boier Radu Gorj. Deși nu se află în prim-planul acțiunii, Miorița (în ediția franceză Miorita) e un personaj bine conturat. „Frumoasa Miorița” era „tare admirată din Verești până în Vulcan, ba chiar și mai departe. ... Ar fi putut s-o cheme cu unul din ciudatele nume păgâne, foarte iubite în familiile valahe, Florica, Doina, Doinița. Nu, îi zicea Miorița, adică mielușeaua”. 
Mai aflăm că Miorița avea 20 de ani, era  „bună gospodină”, dar și instruită. „La școala dascălului Homorod a învățat să citească, să scrie și să socotească (…) dar n-a fost îndemnată să meargă mai departe (…). În schimb nimeni n-o întrece când e vorba de credințe și legende transilvănene” .